# Social Futebol Clube
O Social Futebol Clube é um clube brasileiro de futebol, da cidade de Coronel Fabriciano, Vale do Aço, no estado de Minas Gerais. Manda seus jogos no Estádio Louis Ensch, com capacidade atual para 2.290 espectadores, conforme a Federação Mineira de Futebol (FMF).

## História

### Formação
Em 1920, o Antigo Calado, hoje o centro de Coronel Fabriciano, sediava escritórios de duas empresas, a Estrada de Ferro Vitória a Minas e a Cia. Belgo-Mineira. A Belgo-Mineira tinha suas tradições na cor azul. A pintura de seus veículos e de suas casas eram nessa tonalidade. A.E.F.V.M, por sua vez, tinha como cores o verde, o vermelho e o amarelo, que estavam estampados em suas locomotivas "maria-fumaça". Assim, surgiram duas equipes de futebol, sendo um time amarelo da ferrovia conhecido como Ferroviário e um time azul sendo o da Belgo-Mineira.[carece de fontes?]
Por volta de 1930, o povo de Calado resolveu juntar os dois times. O primeiro nome escolhido foi Sociedade. No início da década de 1940, surgiu a ideia de Social Futebol Clube, nome registrado e oficializado em 1 de outubro de 1944. Seu primeiro presidente foi o superintendente da Belgo-Mineira, Joaquim Gomes. As cores preto e branco da camisa substituíram os tons azul e amarelo. A nova camisa era inspirada nas cores do Santos FC. Inclusive, o modelo do escudo do Social originou-se também do escudo do Santos, aproveitando as iniciais SFC. O escudo seria substituído mais tarde.[carece de fontes?]

### Fase Amadora
Durante as décadas de 1950 e 1960 o Social desponta como uma forte equipe no futebol amador regional, fazendo frente ao Acesita EC e à USIPA, equipes que contavam com grande apoio das siderúrgicas de Coronel Fabriciano. Em 1964, a emancipação de Timóteo e Ipatinga acirra a rivalidade entre os times.
Neste período a diferença entre amadores e profissionais não era tão grande quanto atualmente e o Campeonato Mineiro estava praticamente restrito à Região Metropolitana de Belo Horizonte. O Futebol Amador na região que viria a ser o Vale do Aço era, portanto, forte e popular.
O Social disputou torneios e amistosos contra grandes clubes da época, como o Siderúrgica de Sabará e o Metalusina de Barão de Cocais, vencendo muitas vezes. Jogou contra diversas equipes, principalmente do Leste e Centro de Minas, mas também do Espírito Santo e do Rio de Janeiro.
A partir da década de 1970 o futebol profissional ganha força, ofuscando o amador. Surge então o projeto de levar o Social ao profissionalismo, embora tal projeto só viesse a ser duradouro a partir de 1995.

### Profissionalismo
O clube manteve-se como amador até a década de 80, tendo uma frustrada participação no Torneio de Acesso de 1981. Depois de outra frustração em 1991, quando disputou a Segunda Divisão, o Social paralisou quase totalmente suas atividades, mesmo amadoras, para se concentrar na reforma de seu estádio e só retornou ao profissionalismo em 1995. Foi campeão com uma campanha tranqüila, superando equipes como Ribeiro Junqueira, Ipiranga de Manhuaçu, Ateneu e o Montes Claros.
Em 1996, disputou o Módulo II do Campeonato Mineiro. A classificação para o Módulo I do Campeonato Mineiro foi conquistada com vitórias sobre o Ideal FC, o CA Patrocinense, o Araxá EC e o Tupi FC. A vitória mais marcante foi o 2 a 0 sobre o Uberaba SC, em pleno Uberabão, no Triângulo Mineiro. Logo depois, carimbou o passaporte para a Primeira Divisão com uma sensacional vitória sobre o Montes Claros FC, por 2 a 1, em Coronel Fabriciano.
Em 1997, o Saci fez uma campanha memorável. Ficou em quarto lugar na primeira fase. Passou pelas quartas de final e chegou às semifinais, onde disputou o jogo mais emocionante de sua história, contra o Villa Nova AC. A partida ficou marcada por permitir que um clube do interior disputasse a final após mais de 30 anos. No final, o Social ficou à frente do Atlético Mineiro, em terceiro lugar. O técnico da equipe era José Ângelo "Preca".
Ainda no mesmo ano, o Saci disputou seu primeiro Campeonato Brasileiro da Série C. Apesar da eliminação na segunda fase, resultados históricos foram obtidos, como a vitória de 2 a 1 sobre a Inter de Limeira, campeã paulista de 1986, e 4 a 0 sobre o Villa Nova AC, vice-campeão mineiro do mesmo ano.[carece de fontes?]
No Campeonato Mineiro de 1998 o Saci fez uma campanha modesta, ficando em sétimo lugar. O time foi eliminado nas quartas-de-final pelo Cruzeiro EC. Já em 1999, o Social sofreu a maior frustração de sua história, sendo rebaixado para o Módulo II.[carece de fontes?]
Em 2000, a campanha foi fraca e o time ficou em sétimo lugar no Módulo II. Em 2001, o resultado foi melhor e a equipe se classificou para o hexagonal final, mas terminou o campeonato em quarto e permaneceu no Módulo II. Em 2002 conseguiu o retorno ao Módulo I como vice-campeão do Módulo II, mantendo-se no Módulo I em 2003.[carece de fontes?]
Foi novamente rebaixado em 2004. Quase subiu em 2005, quando ficou em quarto, mas teve uma campanha ruim em 2006 sem classificar para o Hexagonal Final do torneio. Após três anos no Módulo II, o clube retornou ao Módulo I ao se sagrar campeão em 2007, mantendo-se em 2008. Em 2009, porém, fica em 11º, penúltimo, sendo novamente rebaixado. O clube decidiu não disputar o Módulo II 2010 e voltou em 2011 para a disputa da Segunda Divisão, torneio que não disputava desde que fora campeão, em 1995. Foi vice-campeão da Segunda Divisão de 2011., garantindo o acesso ao Módulo II de 2012 Em 2018 o Social foi rebaixado para a Segunda Divisão após ser goleado pelo Tricordiano por 4 a 1. Em 2019, o clube se comprometeu a disputar a Segunda Divisão, mas desistiu de última hora. A Federação Mineira de Futebol suspendeu a equipe por dois anos e ainda aplicou uma multa.

## Evolução do Escudo
O modelo do escudo do Social em 1944 originou-se do Santos, aproveitando as iniciais SFC. Na década de 1950 o escudo passa a ser um triângulo com as letras SFC, modelo que se mantém por um longo período mas seria modificado diversas vezes, chegando a ter uma silhueta lembrando as de Atlético e América, até voltar a se assemelhar ao escudo do Santos.
Em 1998 é usado um escudo mais quadrado, com o acréscimo da cor cinza, tradicional no time embora não antes representada no escudo. Além de SFC tinha VA, de Vale do Aço. O escudo é rapidamente abandonado e volta o modelo do Santos, com a diferença de ter Social no lugar de SFC e, por vezes, um Saci no lugar da bola.
Com o vice do Módulo II em 2002, o Social desenvolve modificações no escudo, dando maior originalidade. A silhueta ainda remete ao Santos, a exemplo de outros clubes que a utilizam, como Uberlândia, URT e Caldense. As faixas, entretanto, foram reduzidas a três linhas curvas, a bola de futebol foi eliminada e a faixa diagonal é substituída por uma horizontal no topo do escudo, voltando a conter as iniciais SFC. Este modelo se mantém até a atualidade.

## Estádios

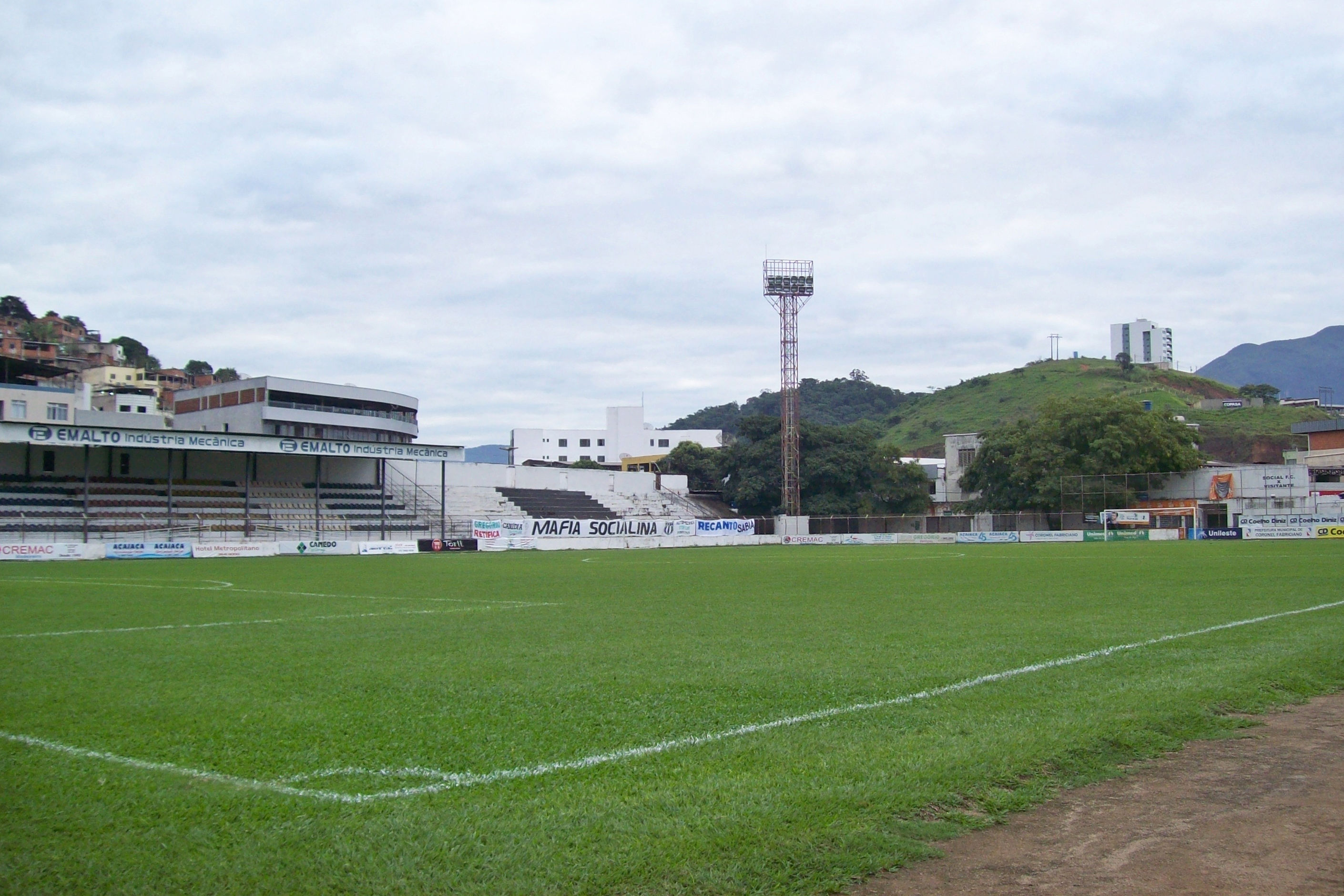
Interior do Estádio Louis Ensch, "casa" do Social.

### Estádio Louis Ensch
O Estádio Louis Ensch é a sede do Social Futebol Clube, onde o time manda a maioria de seus jogos e treinamentos. Foi inaugurado em 1950, sendo o terceiro e definitivo estádio do clube.

### Estádio Municipal João Lamego Netto
O Estádio Municipal João Lamego Netto, também conhecido como Ipatingão e Lamegão, é um estádio de futebol de propriedade do município de Ipatinga, vizinho de Coronel Fabriciano, utilizado eventualmente pelo Social desde 1997, em jogos com grande expectativa de público.

## Amistosos importantes

### Amistoso de Inauguração do Estádio Louis Ensch
- Fonte:[13]

| 1950 | Social | 2 – 2 | América Mineiro | Estádio Louis Ensch, Coronel Fabriciano |
|      |        |       |                 |                                         |

### Amistoso comemorativo contra o Vasco da Gama
| 5 de dezembro de 1991 | Social | 1 – 0 | Vasco da Gama | Estádio Louis Ensch, Coronel Fabriciano |
|                       |        |       |               |                                         |

No dia 5 de dezembro de 1991, o Vasco da Gama perdeu pelo placar de 1 a 0 para a equipe do Social, em Coronel Fabriciano.

## Títulos

### Estaduais

#### Campeão
| ESTADUAIS | ESTADUAIS                            | ESTADUAIS | ESTADUAIS   |
|           | Competição                           | Títulos   | Temporadas  |
| --------- | ------------------------------------ | --------- | ----------- |
|           | Campeonato Mineiro - Módulo II       | 2         | 1996 e 2007 |
|           | Campeonato Mineiro - Segunda Divisão | 1         | 1995        |

#### Vice-Campeão
- Vice-Campeão Campeonato Mineiro da Segunda Divisão 2011
- Vice-Campeonato Mineiro Módulo II da Primeira Divisão: 2002.[16]
- Vice-campeão mineiro do interior: 1997.[16]

### Intermunicipais

#### Campeão
| INTERMUNICIPAIS | INTERMUNICIPAIS    | INTERMUNICIPAIS | INTERMUNICIPAIS |
|                 | Competição         | Títulos         | Temporadas      |
| --------------- | ------------------ | --------------- | --------------- |
|                 | Copa Amavaço       | 2               | 2005 e 2008     |
|                 | Torneio do Asfalto | 1               | 1957.           |
|                 | Troféu Rubem Maia  | 1               | 1956.           |

#### Vice-Campeão
- Vice-Campeão da Copa Amavaço:2009[21]
- Vice-Campeão do Troféu Usisaúde:2001.[16]

### Municipais

#### Campeão
- Campeonato Amador de Coronel Fabriciano - 6 vezes.

## Estatísticas

### Participações
|  | Participações em 2024 |

| Competição   | Competição         | Temporadas | Melhor campanha       | Anos                                              | P | R |
| Minas Gerais | Campeonato Mineiro | 7          | 4º colocado (1997)    | 1997-1999, 2003-2004, 2008-2009                   |   | 3 |
| Minas Gerais | Módulo II          | 16         | Campeão (1996 e 2007) | 1981, 1991, 1996, 2000-2002, 2005-2007, 2012-2018 | 3 | 1 |
| Minas Gerais | Segunda Divisão    | 3          | Campeão (1995)        | 1995, 2011, 2024                                  | 2 |   |
| Brasil       | Série C            | 1          | 26º colocado (1997)   | 1997                                              | – | – |

## Ídolos
Uma lista  não exaustiva de pessoas que marcaram a história do clube, dentro ou fora do gramado:
- Coronel Silvino Pereira: um dos grandes apoiadores do Social durante os primeiros anos, e um dos responsáveis pela viabilização da construção do Estádio Louis Ensch em 1950.
- João Rodrigues da Silveira, o "Joãozito": Meio de campo do Social nas décadas de 50 e 60 advindo do Villa Nova Atlético Clube de Nova Lima - MG, era o "cérebro" do time, sendo conhecido por suas jogadas de efeito e belos gols que lhe rendiam presentes por parte torcida do Saci após os jogos, como o golaço marcado no empate por 1 X 1 no jogo contra o na época, grande time do Bangu Atlético Clube - RJ, cuja jogada e a plástica do gol é contada até hoje pelos antigos torcedores e ex-companheiros de clube. Anos depois de sua aposentadoria como jogador exerceu vários cargos pelo Social, de técnico de futebol à presidente do clube [20] em sua fase amadora. Atuou de forma determinante na reforma que construiu as arquibancadas do Estádio Louis Ensch. Nos seus últimos anos de vida foi conselheiro do clube, vindo a falecer de causas naturais em 17 de dezembro de 2013. Atualmente, seu filho, João Pedro da Silveira Neto, o "Pedrinho" é o Diretor de Futebol do Social Futebol Clube.[8][12][19]
- Fifi: foi, simultaneamente, zagueiro e técnico durante a primeira experiência profissional do Saci, em 1981.[5]
- José Ângelo Ferreira, o "Preca": técnico de grandes conquistas, amadoras e profissionais. Levou o Saci ao Módulo I pela primeira vez na História em 1997, ao vencer o Módulo II de 1996, além de comandar o time em outras ocasiões.[5]
- Serginho: Lateral esquerdo que fez sucesso no Social de 1995 a 1998. Morreu tragicamente jogando pelo São Caetano[22] e foi enterrado em Coronel Fabriciano, onde deixou um instituto de apoio a jovens carentes, que leva seu nome .
- Washington: atacante que atuou durante 11 anos na equipe (1995-2005), sendo apelidado de "o ensaboado" devido aos seus dribles e facilidade para passar pela defesa adversária.
- Willys "Ronaldo": goleiro considerado pela torcida como o craque de 2008 e um dos melhores jogadores a usar a camisa do Social. Teve grande peso nas vitórias contra Atlético[23] e Ipatinga.
- Zanini: volante que jogou pelo Social em vários Campeonatos. É conhecido e querido pela torcida pela sua determinação durante os jogos.
- Conrado: Jogador que entrou para a história do Social, pelo gol marcado contra o Atlético Mineiro em 2008, naquela que foi a primeira vitória do Saci contra o Galo que, até então, era o único dos grandes clubes mineiros que ainda não havia sido derrotado pelo clube fabricianense. Na mesma ocasião, Conrado conquistou o título de gol mais bonito do Campeonato Mineiro 2008.

## Mascote
Desde 1981, na ocasião de disputa do Torneio de Acesso ao Campeonato Mineiro, o Social adota o Saci como mascote.
Assim como na maioria dos times mineiros, o mascote do Social é muito popular entre os torcedores, sendo comum a estes.

## Rivalidade

### Principais rivais do amadorismo
- Acesita Esporte Clube - Timóteo.
- Associação Esportiva e Recreativa Usipa- Ipatinga.
- Avante Esporte Clube - Coronel Fabriciano.

Até 1964 Acesita e Usipa estavam dentro do território do município de Coronel Fabriciano, de forma que os jogos entre esses clubes e o Social eram clássicos municipais. Depois da emancipação de seus municípios os dois clubes tiveram curtas experiências no futebol profissional. Na década de 1970 tanto Usipa quanto Acesita abandonaram completamente o profissionalismo no futebol, decisão que se mantém até a atualidade.[carece de fontes?]
O Avante foi o maior rival municipal do Social na década de 1970. Enquanto o Social era o principal time do distrito-sede o Avante era o grande representante do Distrito do Melo Viana. O Avante nunca se profissionalizou e continuou a disputar o Campeonato Municipal. Atualmente rivaliza com outros clubes de destaque do amadorismo local, como o pentacampeão Mangueiras, do bairro homônimo e o Rosalpes, do Santa Terezinha I, que em 2011 igualou o recorde de 6 títulos municipais obtidos por Avante e Social.

### Principais rivais do profissionalismo
- Esporte Clube Democrata - Governador Valadares.
- Ipiranga Futebol Clube - Manhuaçu.
- Ipatinga Futebol Clube   - Ipatinga.
- Valeriodoce Esporte Clube - Itabira.

Mesmo alcançando três regiões distintas, esses quatro clubes são rivais locais do Social FC. O Vale do Aço se encontra no Vale do Rio Doce, porém muito próximo ao norte da Zona da Mata Mineira, onde se encontra Manhuaçu, e ao leste de Itabira.[carece de fontes?]
Dos quatro rivais locais apenas o Ipiranga se retirou do futebol profissional. Em 2012 o Ipatinga anunciou seu projeto de mudança de nome e sede, deixando o Vale do Aço para passar a jogar em Betim, e não será mais um rival local.